# آنتساتساکا
آنتساتساکا (به لاتین: Antsatsaka) یک منطقهٔ مسکونی در ماداگاسکار است که در بخش امبانجا واقع شده‌است. آنتساتساکا ۱۰٬۲۱۴ نفر جمعیت دارد و ۱۵ متر بالاتر از سطح دریا واقع شده‌است.